# 反重力
反重力一詞常見於宇宙論和星體動力學。該詞的概念是希望能创造一个物体或者空间，可以不受重力影响。它并不是指一種失重狀態，例如自由落體或衛星運行，也不是指用別的力來平衡萬有引力，例如用電磁力或空氣動力；反重力的基础缘由是指透过一种科技的干预，让反重力的物体或者空间可以使引力场不复存在或者不会对物体或空间造成影响。反重力一般会在科学幻想中提及，特别是在航天器推进这一内容中。这种概念首次在赫伯特·乔治·威尔斯的科幻作品《月球上最早的人类》中出现，从此反重力成为幻想科技中最受欢迎的部分。
在人类首个数学化描述引力的文献：牛顿万有引力定律中，引力被描述成未知介质传递的外力。然而，在20世纪早期，牛顿的模型被更普遍和完整描述的广义相对论所替代。在广义相对论中，引力不是传统意义上的力，是空间维度自身的一种特征。这种几何算法通常情况下会产生互相吸引的「力量」。在广义相对论的范围裡，反重力是非常不可能的，除非在非自然状况下，但即使如此，反重力同样不太可能產生。 量子力学将重力设定为能够传递力量并且无质量的基本粒子引力子，有没有可能创造或消灭重力尚不得而知。 
“反重力”具体来说通常亦可指被看作能够反转重力的设备，即使它是通过其他方式达到这一目的，例如：依靠电磁场运行的“飘升机”。

### 引力护盾
在一些科学幻想故事中，存在一种反重力设定，即存在一种设备能局部或完整的影响引力效应。把这种设备放在物体的下方则能减小或完全消除引力对该物体的影响，允许该物体使用很小的作用力就可以飘离地球表面。在牛顿引力定律中，引力是一种点对点作用力的传输，从这一点出发就很有可能；引力场会被另外一个场所屏蔽，同理，磁场可以被抗磁性物质所屏蔽。
目前有很强有力的理由相信，并没有这种物质存在。考虑如下情况：将这种物质安装在轮子的一侧，安装这种物质的一侧将不会有重量，那么另一侧会持续「跌落」到轴的对侧。这种运动会持续的产生能量却没有消耗，这很明显违背的热力学第一定律。更广泛讲，它会遵循高斯定律，静态二次衰减场（例如地球引力场）是无法被屏蔽的（磁力是固定的，但立方衰减）。在广义相对论下，整个命题是一个不合逻辑的推论。
1948年，一个成功的商人罗杰·巴布森（巴布森学院的创始人），建立了重力研究基金會，来研究可以阻隔重力的方法。 基金會不時召开会议，参加会议的人包含发明急冻食品机的克拉伦斯·伯宰和发明直升机的塞考斯基。基金會初期研究如何阻隔重力，後來變為嘗試了解重力。基金会在罗杰·巴布森1967年去世之后曾一度消失。然而它的論文獎還一直在营运着，獎金金额可高達5000美金。到2007年基金会一直在馬薩諸塞州韋爾斯利鎮经营，由基金会原董事的儿子，小乔治·瑞得奥管理。最近的得奖者包含加利福尼亚天体物理学家乔治·斯穆特，後來他獲得2006年诺贝尔物理学奖。

### 20世纪50年代
广义相对论是在20世纪的最初十年里被引入到美国的，但是因为缺少合适的数学模型该理论发展非常缓慢。尽管反重力被广义相对论视为异端，人们还是为实现反重力付出了巨大努力。 
据称美国空军在整个20世纪50年代里还进行了相关研究并持续到60年代。 原中校安塞尔·塔贝特曽在报纸上写过两个系列的文章，声称大多数主要的航空制造企业都在20世纪50年代进行过重力控制推进的研究。然而，不仅外界很少有资料证实，而且这些资料都来自于“政策性泄密”时期的中期，这就导致了这些资料的可信性无法估量。 
格伦·L·马丁公司就被认为进行过反重力研究的尝试，该公司曾经建立了先进技术研究所。 主流的报纸宣称马丁公司和理论物理学家布克哈德·海姆就取得过联系。其他的私立机构通过成立场物理学研究所进行理解重力的尝试，例如：北卡罗来纳大学教堂山分校就在1956年由阿格鲁·H·巴森成立了重力研究信托基金。 
军方对反重力项目的支持在1973年被曼斯费尔德修正案终止，原因是该修正案将美国国防部的开支限制在明确的军事用途的研究领域。曼斯费尔德修正案专门用于终止收效甚微的长期项目。

### 负物质
根据广义相对论，引力产生于由质量导致的空间几何（普通空间形状的改变）。这个理论认为，有质量的物体弯曲了空间，从而导致了“引力”，而引力只是弯曲空间的一种性质，并非一种真正的力。尽管方程一般不会产生一种“负几何”，但利用“负物质”来制造却是有可能的。这些方程并没有排除负物质的可能性。
广义相对论和牛顿万有引力理论都预言，负物质将会产生相斥的引力场。赫尔曼·邦迪爵士在1957年指出，负引力质量和负惯性质量和广义相对论的等效原理以及牛顿力学的线性动量守恒和能量守恒定律是相容的。邦迪的证明为广义相对论方程得到了一个没有奇点的解。1988年6月，罗伯特·L·佛瓦德在AIAA/ASME/SAE/ASEE的24届共同推进大会上展示了一篇论文，提出了一种负引力质量推进系统。
每一个质点都对其他质点产生一个沿着两个质点的连线的吸引力。这个力和两个质点的质量的积成正比，和两个质点的距离的平方成反比：
{\displaystyle \mathbf {F_{12}} =G{\frac {(-m_{1})m_{2}}{r^{2}}}\mathbf {r_{12}} =G{\frac {m_{1}m_{2}}{r^{2}}}\mathbf {r_{21}} =\mathbf {-F_{21}} ,}
其中：
- {\displaystyle F_{12}}是两个质点之间引力的大小，
- G是引力常数，
- |m1| >0是第一个质点的（负）质量，
- m2 >0是第二个质点的质量，
- r是两个质点之间的距离。

邦迪指出，一个负质量的物体会靠近（而不是远离）一个“正常”质量的物体，这是因为即使引力场是互斥的，负质量（根据牛顿定律，F=ma）会朝与力相反的方向产生加速度。相反，正常质量的物体会远离负质量。他指出，两个质量一样，但一正一负的物体，如果放在一起的话，将会自己沿着二者连线产生加速，负质量一直追着正质量。因为负质量拥有负动能，这两个物体的总能量仍然是零。佛瓦德指出，自己产生加速度的现象的原因是负惯性质量，不需要二者之间的引力。
粒子物理的标准模型描述了所以已知形式的质量，但是并没有把负物质包括进来。尽管宇宙中的暗物质可能是由标准模型以外的粒子组成，它们的质量却是已知的，因为其质量是由他们对周围物质的引力效应推导出来的，毫无疑问是正质量。（然而，宇宙中的暗能量却更加复杂，因为根据广义相对论，它的能量密度和它的负压强都是其引力效应的因素。）

### 第五种力
广义相对论认为任何形式的能量都要与时空相匹配，以此创造出提供重力的空间几何形态。一个长期存在的疑问是：这些公式是否都适用于反物质？这个问题被认为于1960年得到解决，解决方法来自CPT對稱研究，这个理论证明了反物质与正物质遵循相同的物理定律。也就是说反物质拥有正能量还能够如同正物质一样带来引力并引起其变化（见反物质的引力作用）。
20世纪的最后25年里，物理学界被卷入到建立统一场论的大潮中。统一场论要解释四种基本力：引力、电磁力、强力和弱力（后两者存在于原子核内部）。物理学家已经在统一三种量子力上取得了进展，然而引力经过每一次尝试后仍然处于“问题阶段”。但是，这并没有阻止他们的尝试。
一般来说，这些尝试通过假设一种粒子来“量化”引力，这种粒子被称为“引力子”，引力子如同光子携带电磁力一般携带引力。虽然这个方向上的简单尝试都失败了，但是得到了更多的试图解释这些问题的复杂案例。其中的两个案例就是超对称性和超引力的相对性。两者都需要极弱力的参与，这种极弱力就是“第五力”，为引力光子所携带的力。这个问题与一些量子力学领域“未了结的”问题纠结在一起成为一种问题组合。不止这两个理论，所有的理论都需要“第五种力”通过类似于反重力的方式对反物质产生影响，因为跟质量太不搭，而附带怪异感。在20世纪90年代有一些实验展开以测量这种效应，然而并没有积极的结果。
2013年CERN在研究反氢原子的能量水平的实验中找到了一种反重力作用。这个反重力测量的只是一个“有意思的附带事件”，而且并不确定。

### 广义相对论中的“扭曲效应”
广义相对论的场方程有一些描述“扭曲效应”（如阿库别瑞度规）和稳定、可通过的虫洞理论的解，但是，这些解自身并不重要，因为任何时空几何形态就是一个描述應力-能量張量（见广义相对论的精确解）的场方程的解。广义相对论并不限制空间的几何形态，除非引力张量有外部限制。扭曲效应和可通过虫洞的几何形态在大多数区域可以运用得很好，但是前提条件是这些区域需要异常物质的参与。如果引力张量只是用于了解物质，那么扭曲效应和可通过的虫洞将作为解被排除掉。人们对暗物质和暗能量的了解不够，以至于现在还不能对如何应用扭曲效应作出大致的说明。

### 突破性推进物理计划
20世纪末期，美国太空总署在1996年至2002年间为突破性推进物理计划（BPP）提供了资金。这个项目旨在研究大量“激进”的太空推进设计，这些设计都是无法通过普通院校与商业渠道获得资金援助的项目。反重力之类的概念就被归到“正相反的推进”名下。物理学在推进领域的突破性研究在独立的状态下进行，不隶属于太空总署，而隶属于Τ0基金。

## 实验观察和商业效应
人们不仅进行了大量建造反重力设备的尝试，而且还在科学文献上发了少量反重力之类效应的文章，但是还没有一个可以复制的样品能够采用。

### 陀螺仪

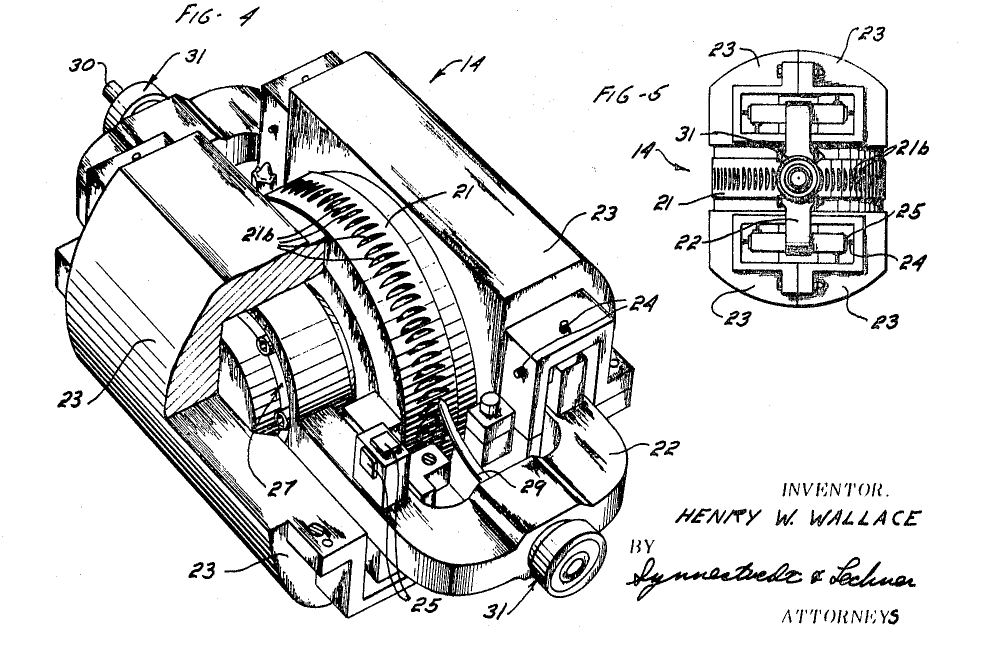
上图是的"动力质量场"的发生器：用以产生第二引力场的方法和装置。

陀螺儀在旋转的时候使得自身“脱离平面”，看上去是在用力将自己举起以抵抗重力。虽然牛顿模型已经完全证明这个力是虚无的，但是陀螺仪仍然证明反重力设备和许多专利设备发明的可行性。这些设备中没有一台被证明能在可控条件下工作，还常反而被认为是阴谋。一个著名的案例就来自于伦敦帝国大学的埃里克·莱思韦特教授，该案例1974年在英国皇家研究所被公布出来。 
或许最有知名的例子是提供给通用电气公司的一系列专利，收到这些专利的是位于费城的重返系统研究所和通用电气的航天工程师亨利·威廉·沃雷思，他所在的公司位于宾夕法尼亚州瓦利福奇村。他建造了一些设备，包括可以高速旋转的“黃銅”碟，这种碟主要由一个带有完整半整数自旋核的材料制成。他声称由这种材料制成的高速旋转的碟子中，自旋核将成为一条直线，从而产生出“重引力”场,大致类似于巴尼特效应产生的磁场。  这些设备没有独立的测试或公开示范。
哈雅萨卡和特克奇曾经报告但是尼奇克和维马斯却在测验中得出否定的结论。几年后，又有要求进行深入验证的建议出现。 
1989年，据报道，重力会在右旋陀螺仪的轴向上减小。 但是一年后的测验中得到零结果。 1999年AIP会议建议进行进一步的测试。

### 托马斯·汤森德·布朗的反重力器
1921年，仍在上高中的托马斯·汤森·布朗发现高电压库利奇管在平衡规模的方向似乎能决定它质量的改变。在20世纪20年代，布朗制造了一台名为“反重力器”的装置。他声称将高压电加在高电容率的材料（基本上是大电容）上后，就有一种未知力量会产生反重力效应。虽然他一直声称这个操作过程没有使用工作质量，但是他还是在这方面受到了公开的指责。布朗在以后的几年汇中继续他的工作并制造了一系列的更加成功的高压设备。
不管早期的这些批评，今天不依靠反应物的推进方式正在得到认可，别费尔德-布朗效应仍然使得人们对追求更好太空推进技术存有兴趣。1956年，一份分析报告声称别费尔德-布朗效应被归于电子重力学的范畴。这份分析报告来自重力研究小组和一名匿名作者，匿名作者的笔名是“英特尔”，在英特吾娜杂志社工作。电子重力学是一个初级理论，在20世纪50年代很多从事航空宇航的公司进行过重力研究，也测试过这个理论。但是需要注意的是“英特尔”是一个笔名，其本人可能不是一个可靠的目击者。 
电子重力学和离子起重机都是飞碟学里面很流行的研究主题。离子起重机需要气体（离子风）的参与，并且用不到新的物理知识。但是布朗专门在真空中测试了他的不对称电容器，还得了支持自己说法的结果。另外，实验员在进行离子起重机实验时一般都会尽力减少（被抬举物体的）质量，而布朗强调高密度和高电容率是使他的“反重力器”取得更好成绩的因素。

### 重力电子耦合
1995年，俄罗斯研究员尤金·博德克勒洛夫声称发现了快速旋转的超导体降低了重力效应。 很多研究人员试图重复博德克勒洛夫的实验，但是都没有成功。 
1989年，阿拉巴马大学亨茨维尔分校的李寧理论上证明了一个不定常的磁场如何让超导体中的格构离子旋转，从而产生可探测的重力电场和重力磁场，1991和1993年，系列论文发表。 1999年，李宁和她的团队在《大众机械》上声称他们已经构思好了一个可以产生她所谓的“AC重力”的蓝图。然而还没有更进一步的证据证明这个蓝图的可行性。

## 參閱
- 反物质之间的引力效应
- 人工重力
- 巴克哈德·海姆
- 异常物质
- 海姆理论
- 哈奇森效应
- 迪安引擎
- 陀螺引擎在科学幻想小说中的詹姆斯·布利许
- 静电漂浮
- 磁力漂浮
- Apergy（英语：Apergy）
- Mitre公司（英语：Mitre Corporation）
- 李寧
- 尤金·波德克萊特諾夫（英语：Eugene Podkletnov）